# Dallia pectoralis
Dallia pectoralis Bean, 1880 è un pesce osseo d'acqua dolce della famiglia Umbridae.

## Distribuzione e habitat
L'areale della specie comprende l'Alaska, le isole del mar di Bering e una piccola parte della Siberia nordorientale.
Vive principalmente in stagni e piccoli laghi della tundra subartica, in ambienti ricchi di vegetazione acquatica. Più di rado si può incontrare in fiumi e laghi di grandi dimensioni.

## Descrizione
Dallia pectoralis ha un corpo slanciato e affusolato, con testa piuttosto piccola e appiattita. Le pinne dorsale e anale sono simmetriche, con bordo arrotondato, e inserite molto indietro sul corpo, appena anteriormente al tozzo peduncolo caudale. La pinna caudale è grande e arrotondata. Le pinne ventrali sono piccolissime, ridotte a 3 raggi e sono inserite appena davanti all'ano; le pinne pettorali sono invece ampie e arrotondate. Non ci sono raggi spinosi sulle pinne. Le scaglie sono molto piccole.
La livrea è brunastra o verdastra scura su dorso e fianchi e chiara con macchie scure sul ventre. Tutto il corpo e le pinne sono cosparsi di punti scuri, sono inoltre presenti da 4 a 6 fasce verticali scure indistinte. Le pinne pari hanno un bordo chiaro che diventano da rosa a rossi negli individui in livrea nuziale.
Le dimensioni sono contenute, attorno ai 10 cm in media; la taglia massima conosciuta è di 33 cm per 366 grammi di peso.

## Biologia
Questo pesce è noto per la sua straordinaria resistenza alle basse temperature: può sopportare temperature di -20 °C per 40 minuti e il congelamento di parti del corpo per più giorni. Può respirare ossigeno atmosferico dall'esofago. Può vivere fino a 8 anni.

### Riproduzione
Oviparo. Può affrontare alcune brevi migrazioni riproduttive.

## Pesca
La pesca è limitata alla pesca di sussistenza delle popolazioni indigene.